# フレキシティ2 (ブラックプール・トラム)
この項目では、ドイツの鉄道車両メーカーであるボンバルディア・トランスポーテーションが展開する路面電車車両ブランドであるフレキシティ2のうち、イギリスのブラックプール・トラムに導入された車両について解説する。これらはフレキシティ2の中で最初に導入契約が結ばれたもので、ブラックプール・トラムの近代化計画の一環として2012年から営業運転を開始した。A形（A fleet）という形式名で呼ばれる場合もある。

## 概要
イギリスの観光都市であるブラックプールの路面電車、ブラックプール・トラムは、2020年時点で同国に存在する保存鉄道を除いた路面電車の中で唯一第二次世界大戦前から営業運転を継続する路線である。同路線では2階建て路面電車の"バルーン"を始めとした旧型車両が長年に亘って使用されていたが、施設を含めて老朽化が進行し、バリアフリーの面でも難が生じていた。そこで、2008年にイギリス政府はブラックプール評議会やランカシャー州政府と共に総額8,500万ポンドにも及ぶブラックプール・トラムの大規模な近代化に関する予算案を採択した。その中で車両についてもバリアフリーに適した超低床電車へ置き換えることとなり、2009年にボンバルディア・トランスポーテーションとの間に新型電車の導入に関する契約が交わされた。これに基づき製造が行われたのがフレキシティ2である。
フレキシティ2（Flexity 2）はボンバルディア・トランスポーテーションが展開する路面電車・ライトレール向け車両ブランドであるフレキシティの1つで、そのうちブラックプール・トラム向けに開発された車両は、中間に2つの台車がないフローティング車体を挟んだ両運転台の5車体連接車である。台車はボンバルディアが開発した車軸付きボギー台車の「FLEXX Urban 3000」が用いられているが、直径600 mmの小径車輪を用いることで床上高さを抑えており、車内に段差がない100 %低床構造を実現させている。主電動機（水冷式三相誘導電動機）は前後車体の台車の外側に設置されており、出力は120 kWである。また、制御装置にもボンバルディアが展開する「MITRAC」が採用され、従来の車両からエネルギー消費量が大幅に削減されている。
海沿いを走るために車体は強度や耐食性を強化させた構造を有しており、乗降扉は前後車体に片開き扉、フローティング車体に両開き扉が1箇所づつ両側に設置されている。車内の座席は2 + 2列配置のクロスシートを基本としているが、フローティング車体に存在する車椅子やベビーカーが設置可能なフリースペースの向かい側は3人掛けのロングシートとなっており、フリースペースにも折り畳み座席が設けられている。また、車内には車内案内表示装置が存在する他、冷暖房双方に対応した空調装置（HVAC）が完備されている。

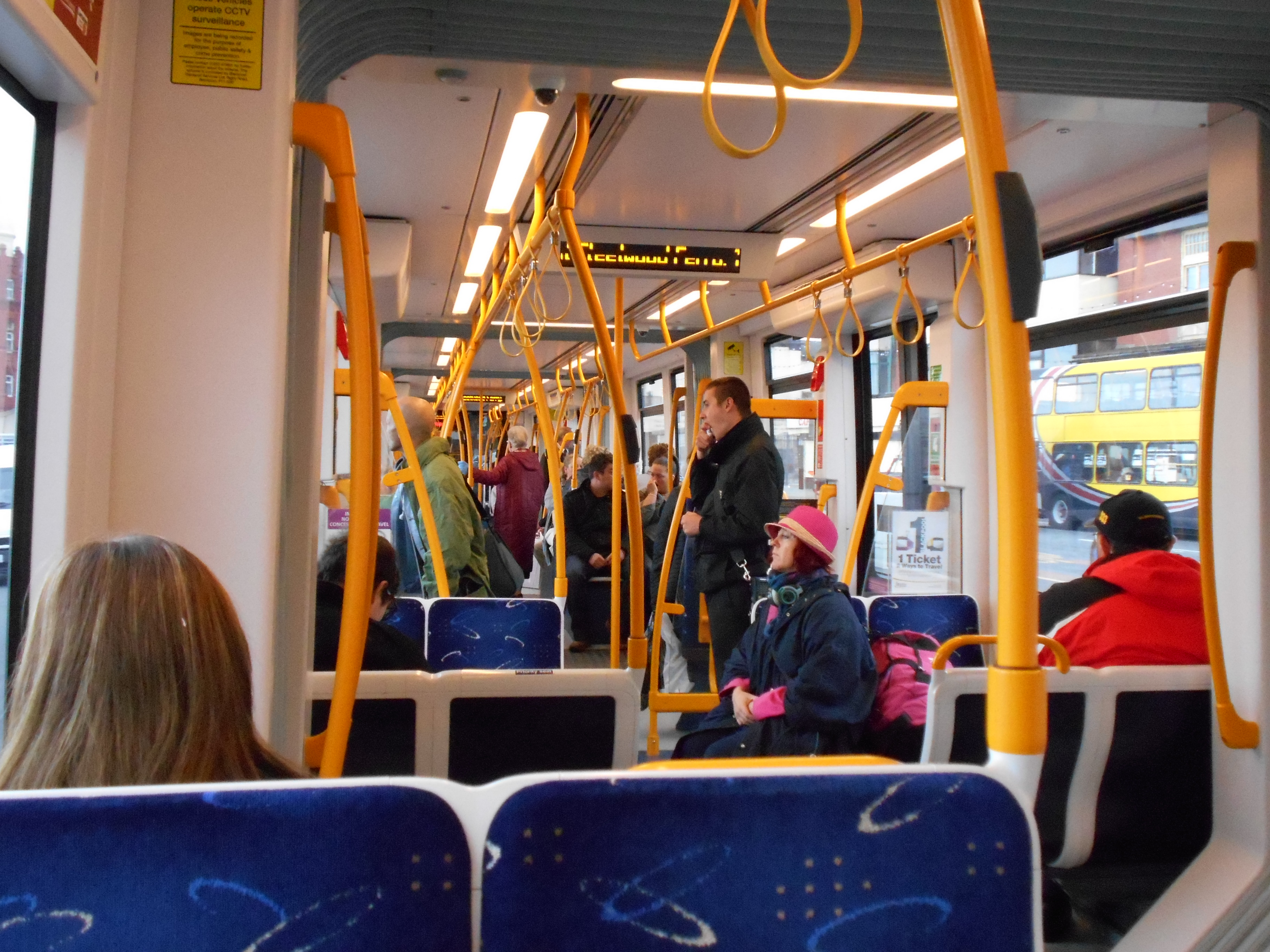
車内
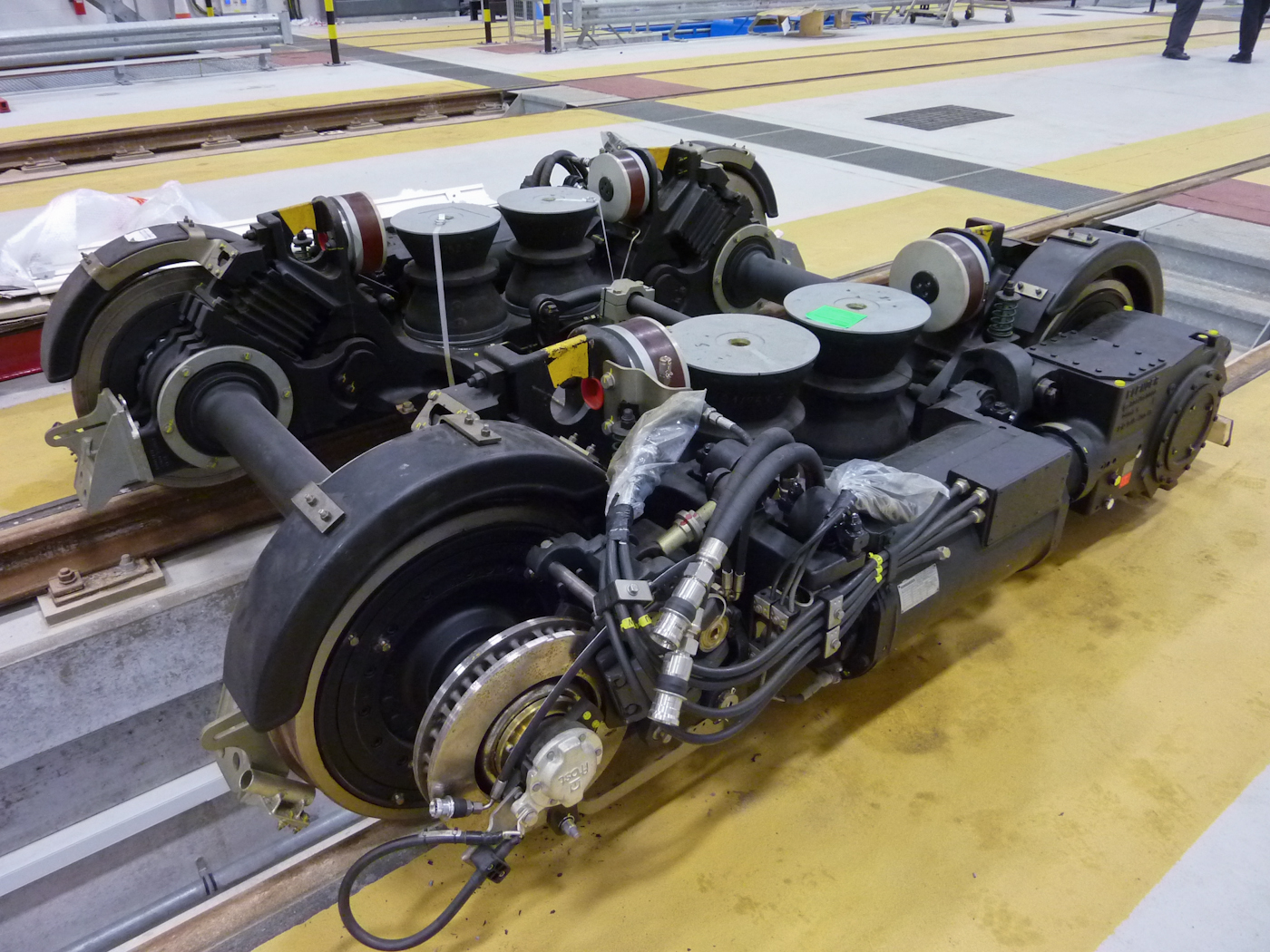
台車（FLEXX Urban 3000）

## 運用
最初に契約が結ばれた16両はドイツのバウツェンに位置するボンバルディアの工場で製造された後、2011年9月に最初の車両が完成した。同時期には電停の削減および残された電停の近代化、車庫の改良、昇圧（直流550 V→直流600 V）など長期の運休を伴う大規模な工事も行われ、伝統的な路面電車から近代的なライトレールへの更新がなされた。そして2012年4月3日、ブラックプール・トラムの運行再開に合わせてフレキシティ2の営業運転が始まった。その後、混雑時の車両数確保を目的に2016年に2両の追加発注が行われ2018年に導入されたため、2020年現在は18両（001 - 018）が在籍する。
フレキシティ2の導入に伴い、従来使用されていた車両についてはバリアフリーへの対応工事が施された2階建て電車の"バルーン"（10両）を除いて営業運転から撤退し、一部は動態保存車両（Heritage Tram）として残存している。また、この近代化工事が実施された"バルーン"についてもフレキシティ2の増備により動態保存運転での運行に転用されている。

## ギャラリー

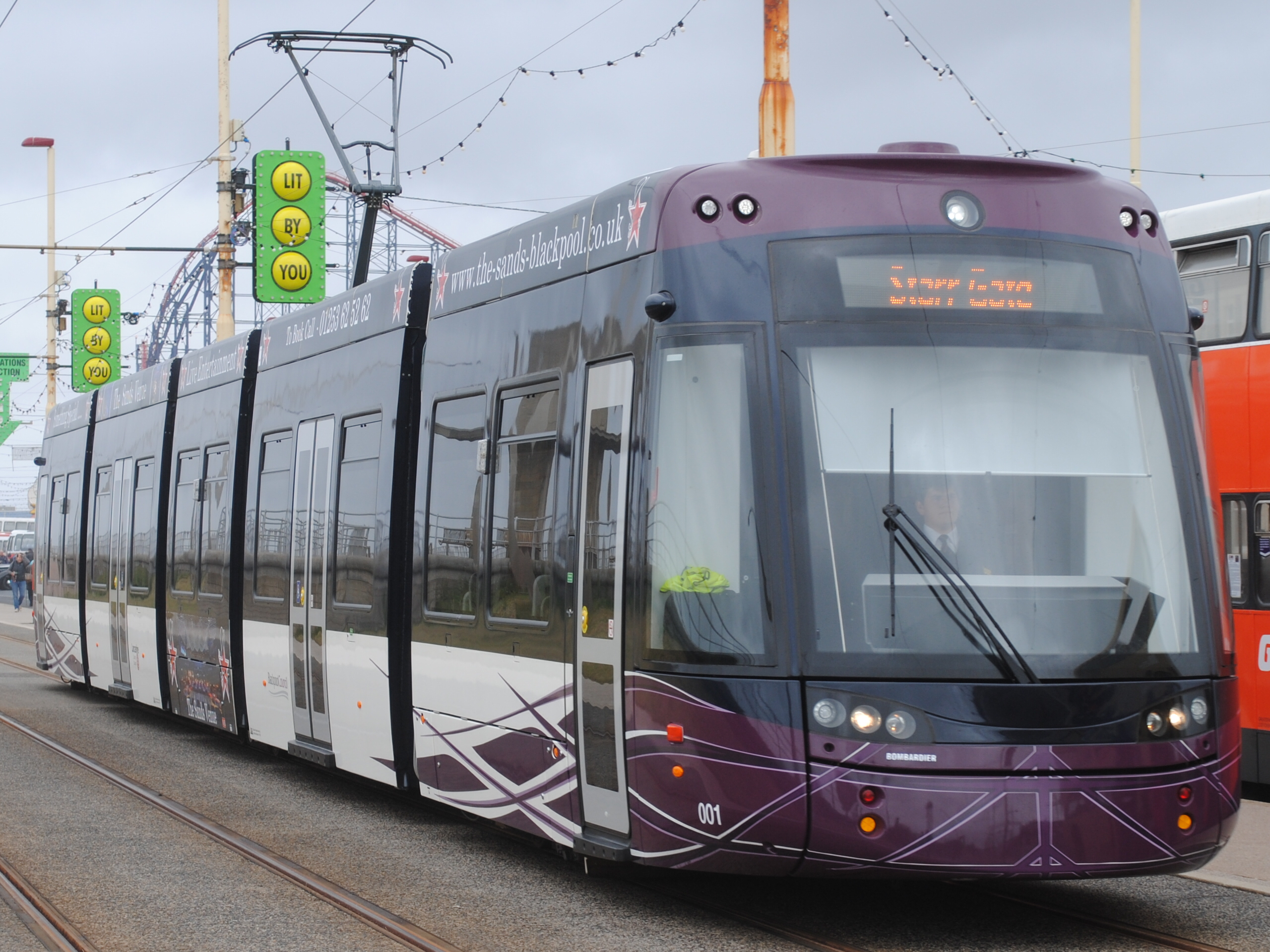
001 （2013年撮影）
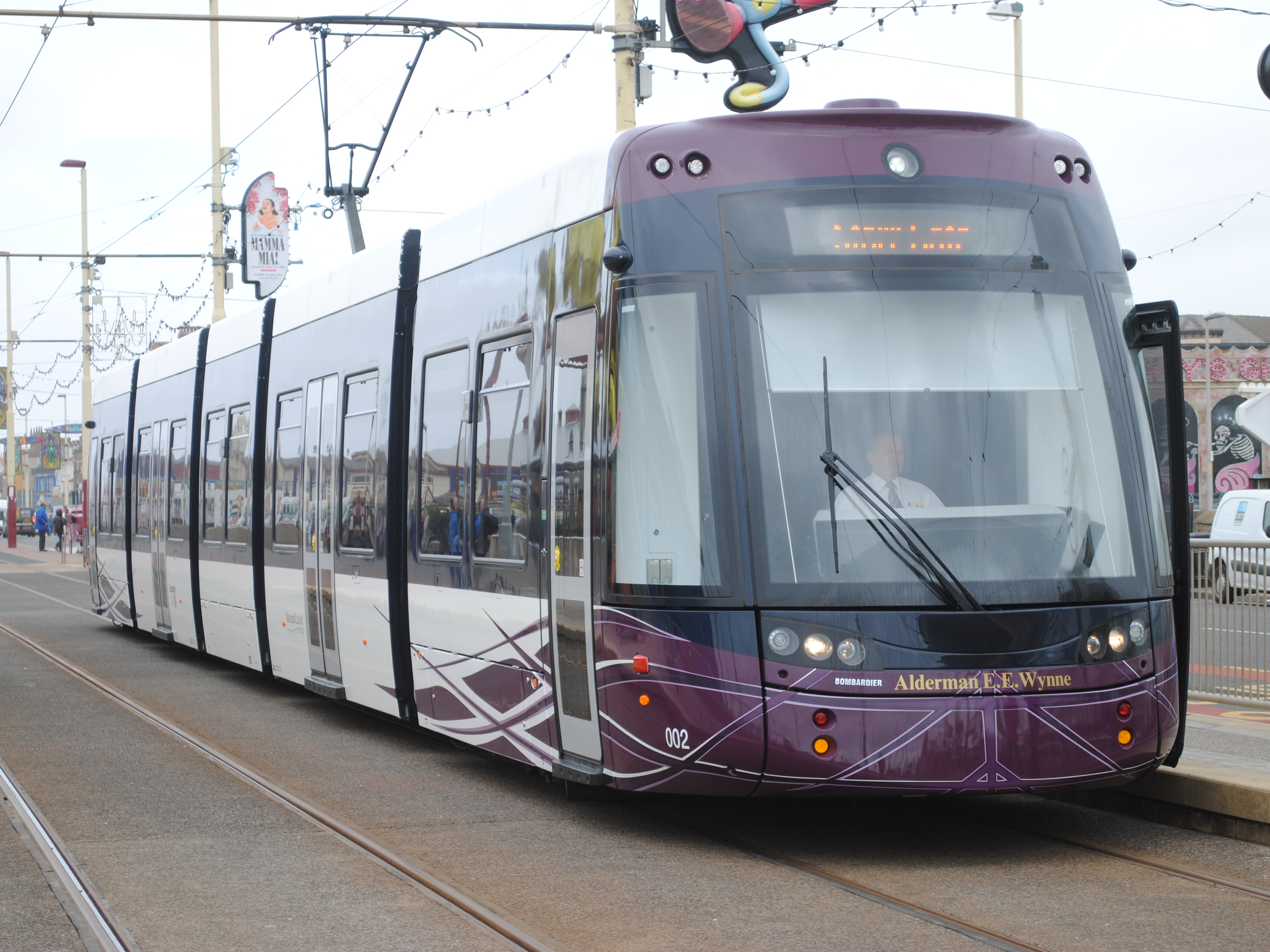
002 （2013年撮影）
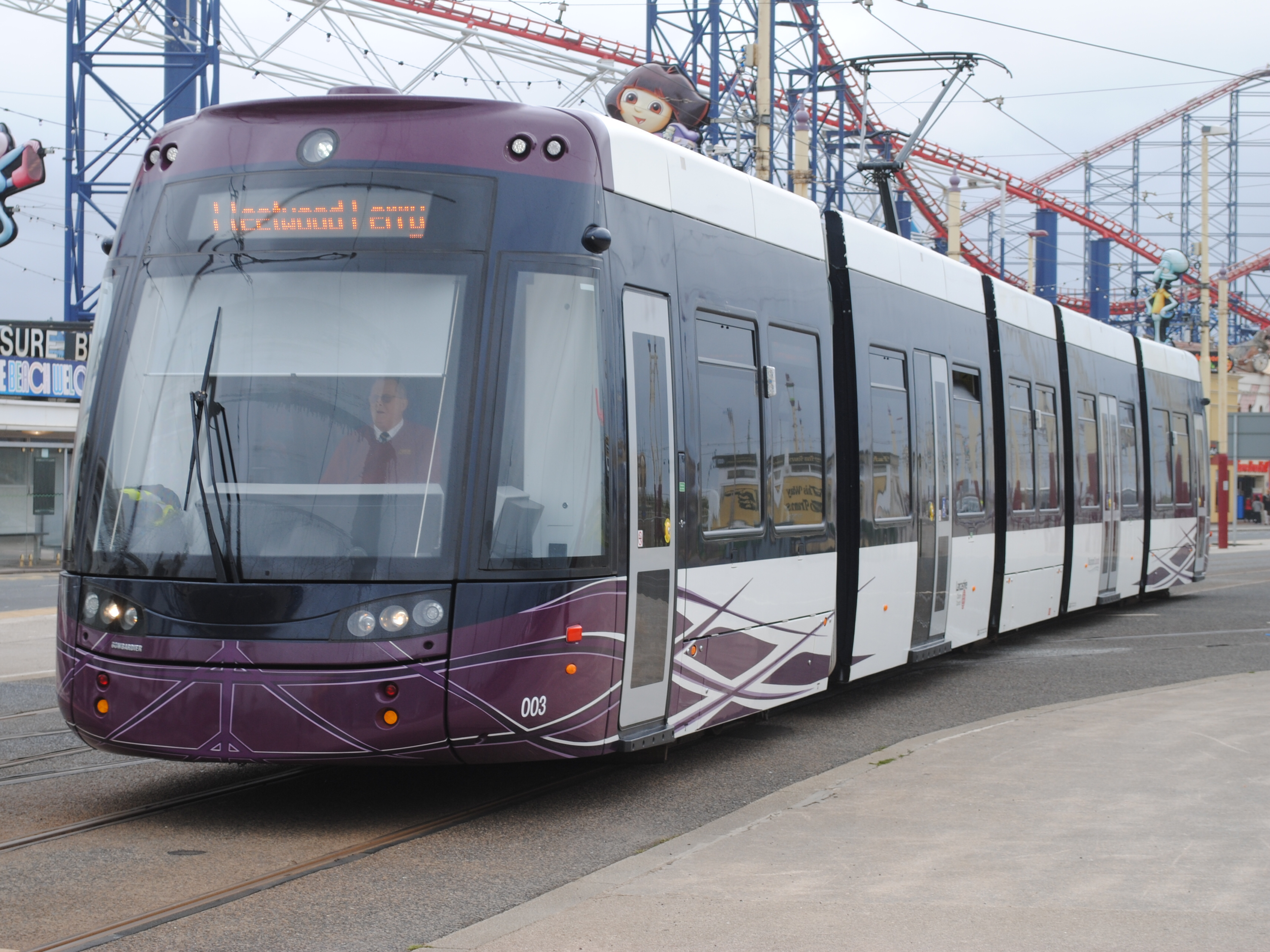
003 （2013年撮影）
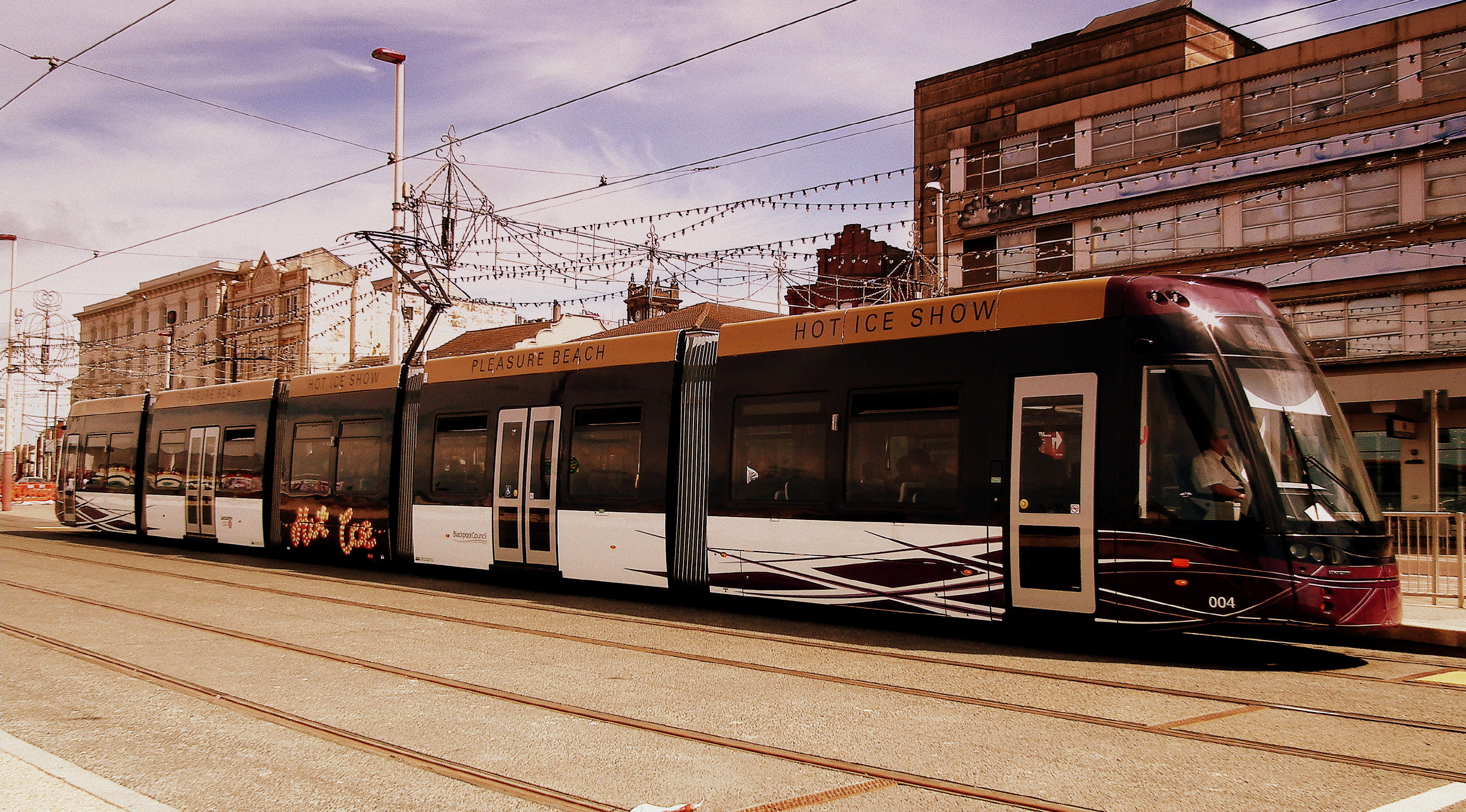
004 （2012年撮影）
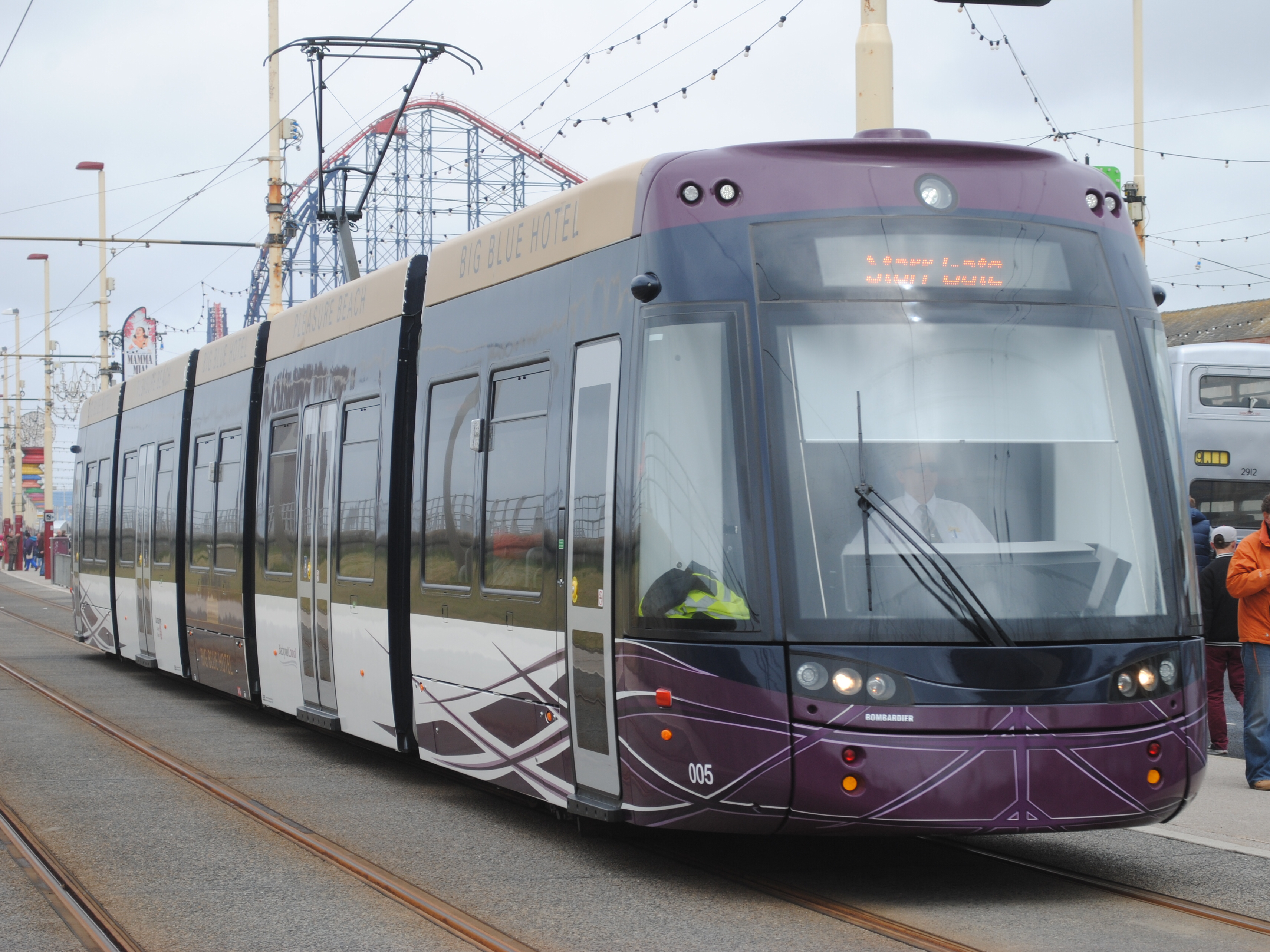
005 （2013年撮影）
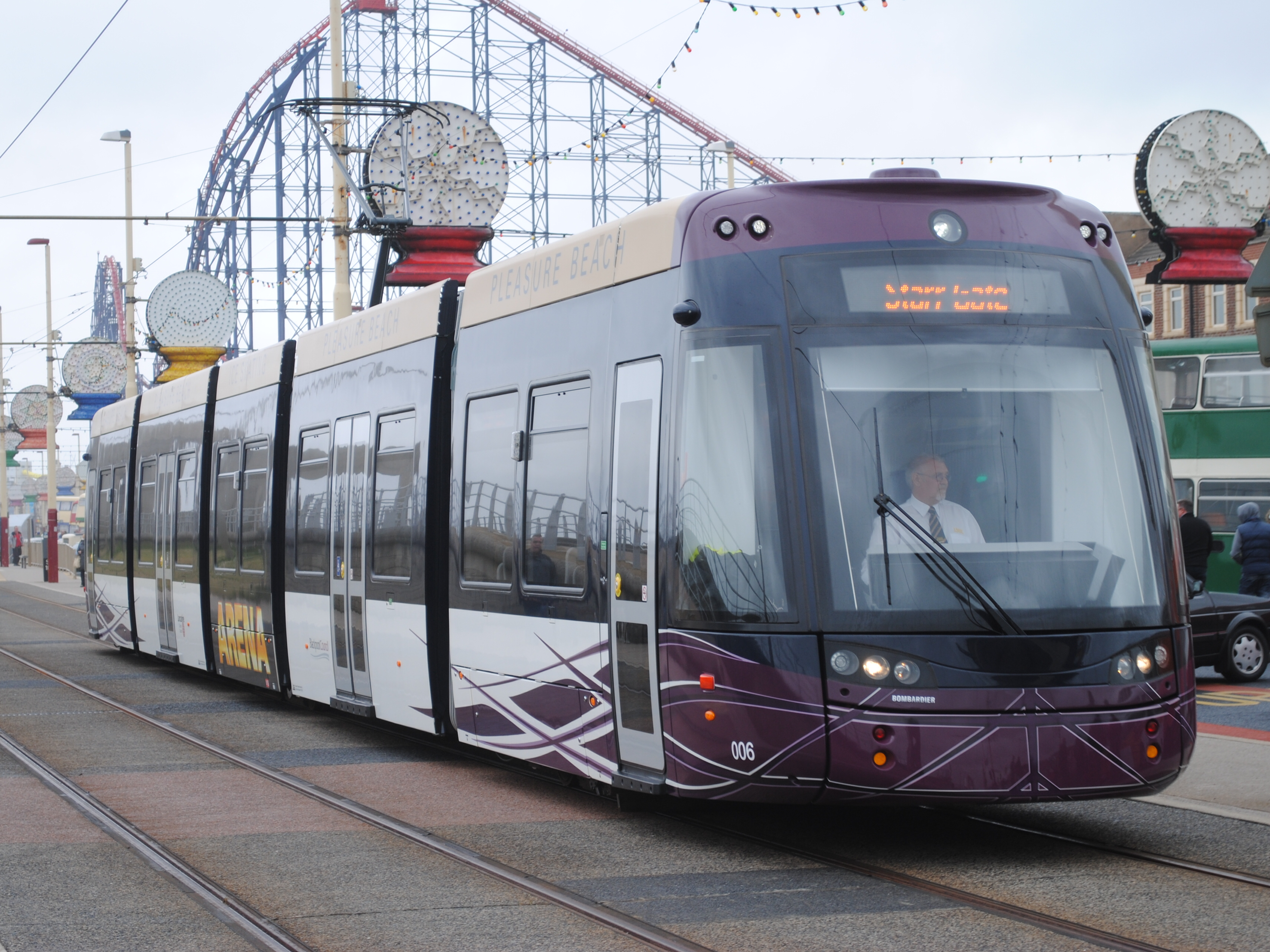
006 （2013年撮影）
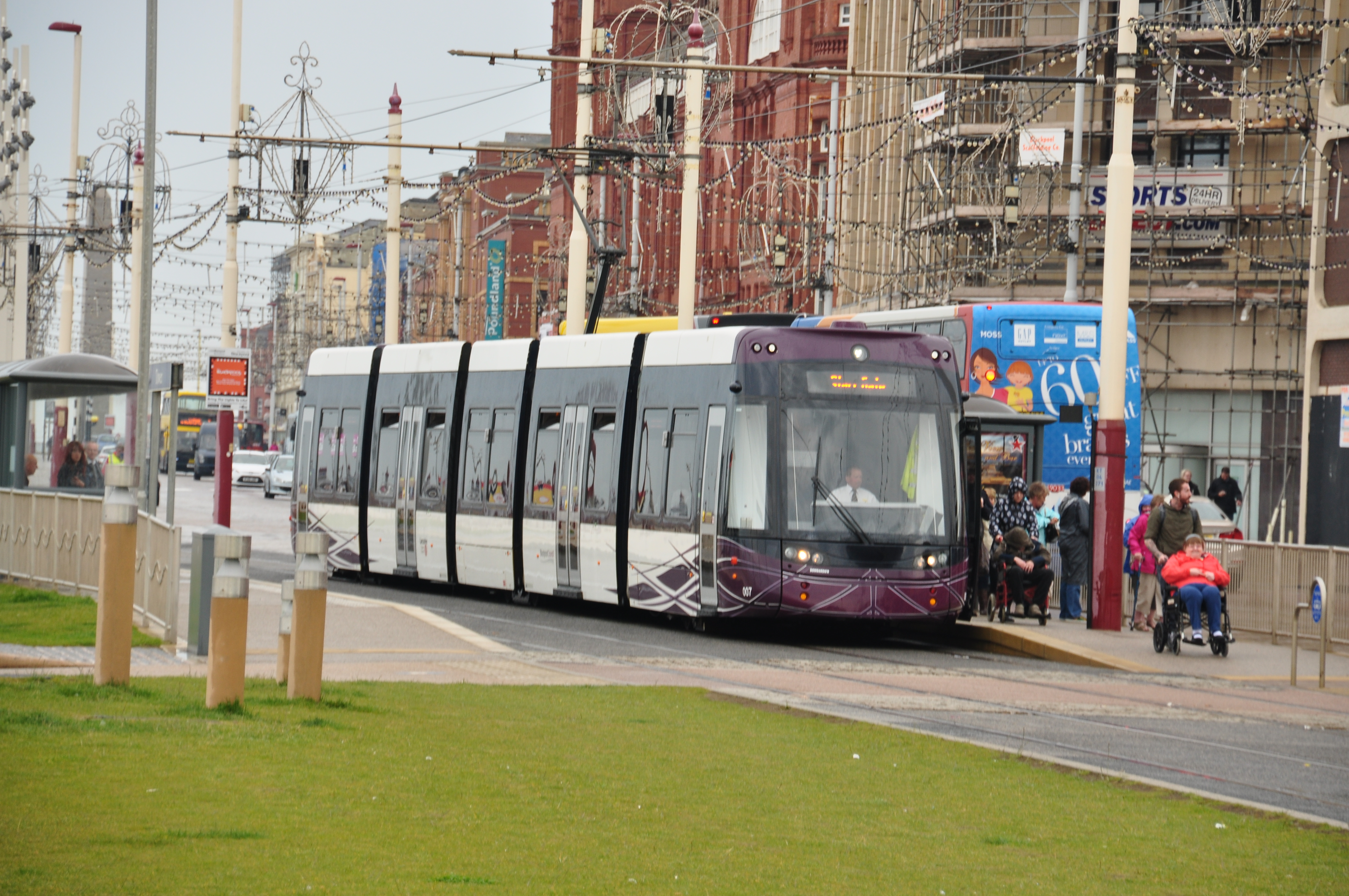
007 （2014年撮影）
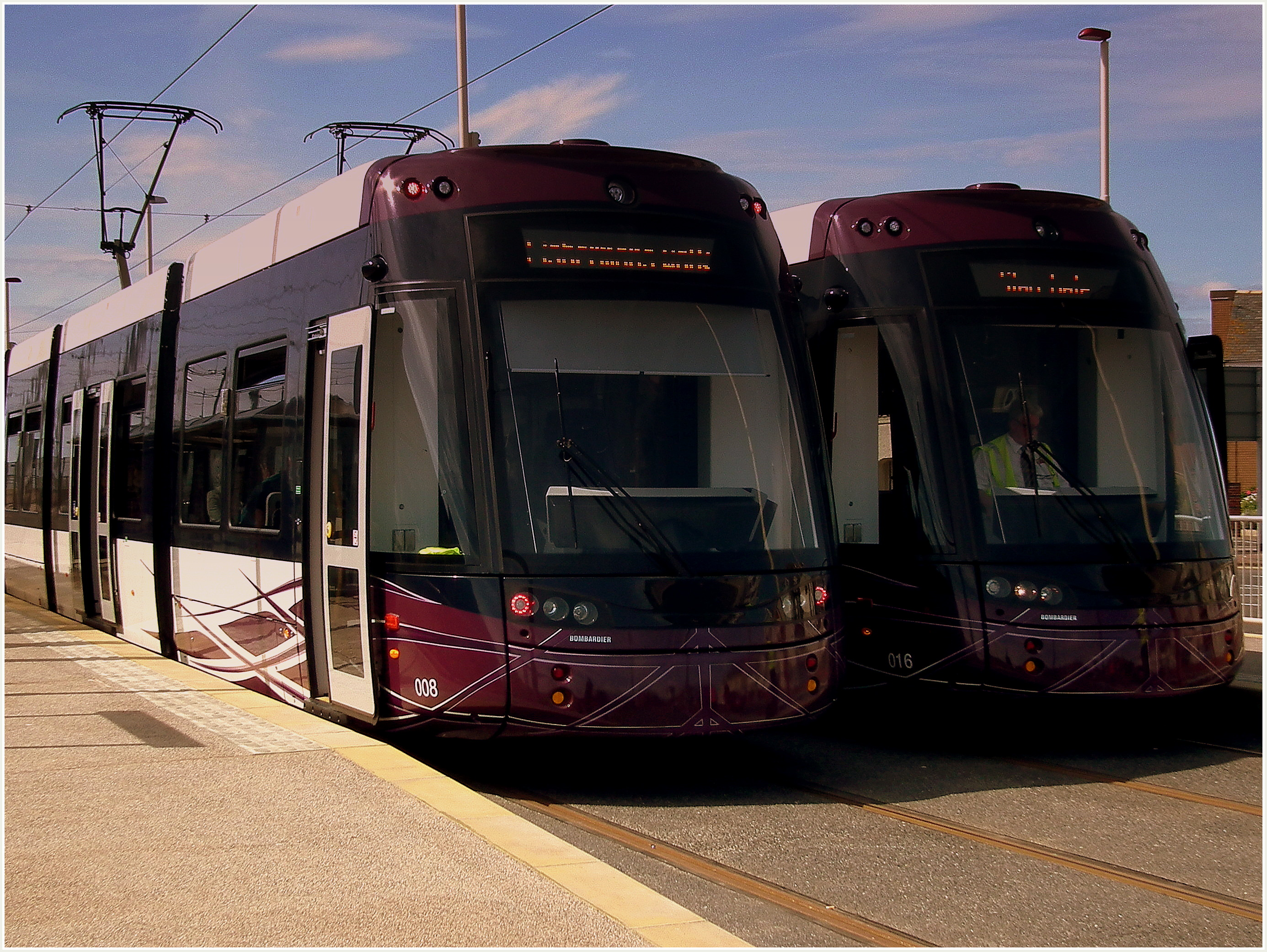
008（左）、016（右） （2012年撮影）
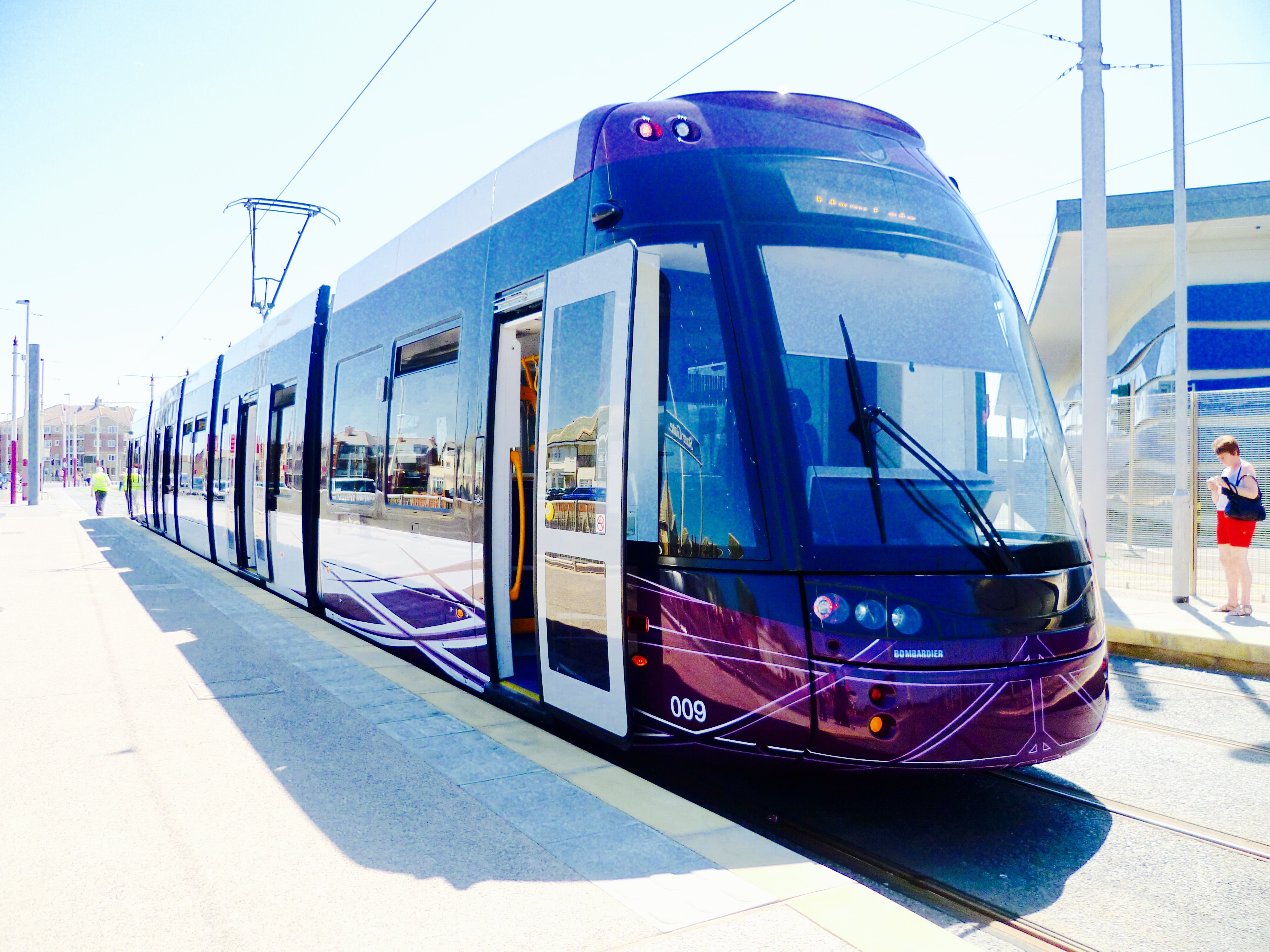
009 （2012年撮影）
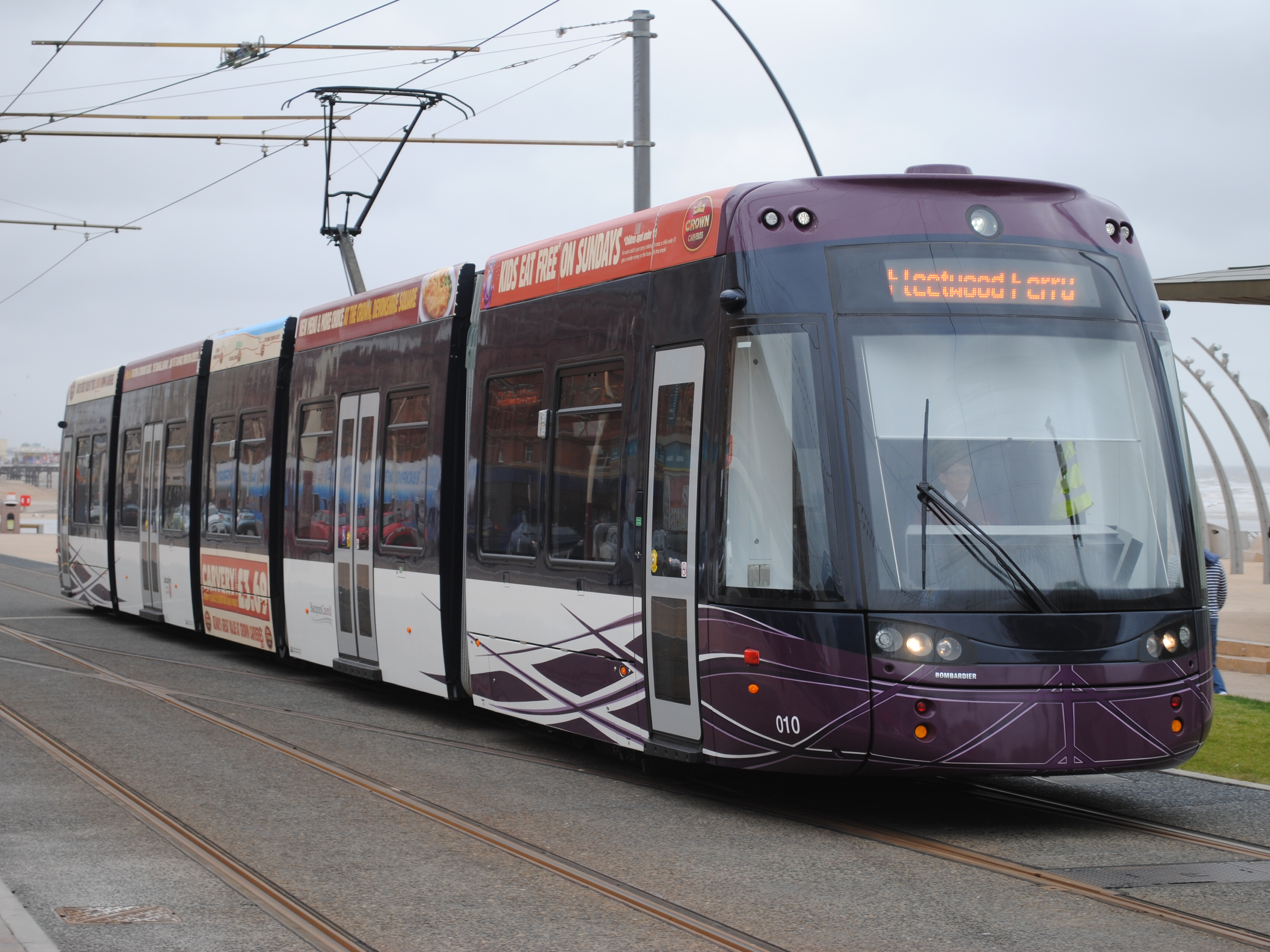
010 （2013年撮影）
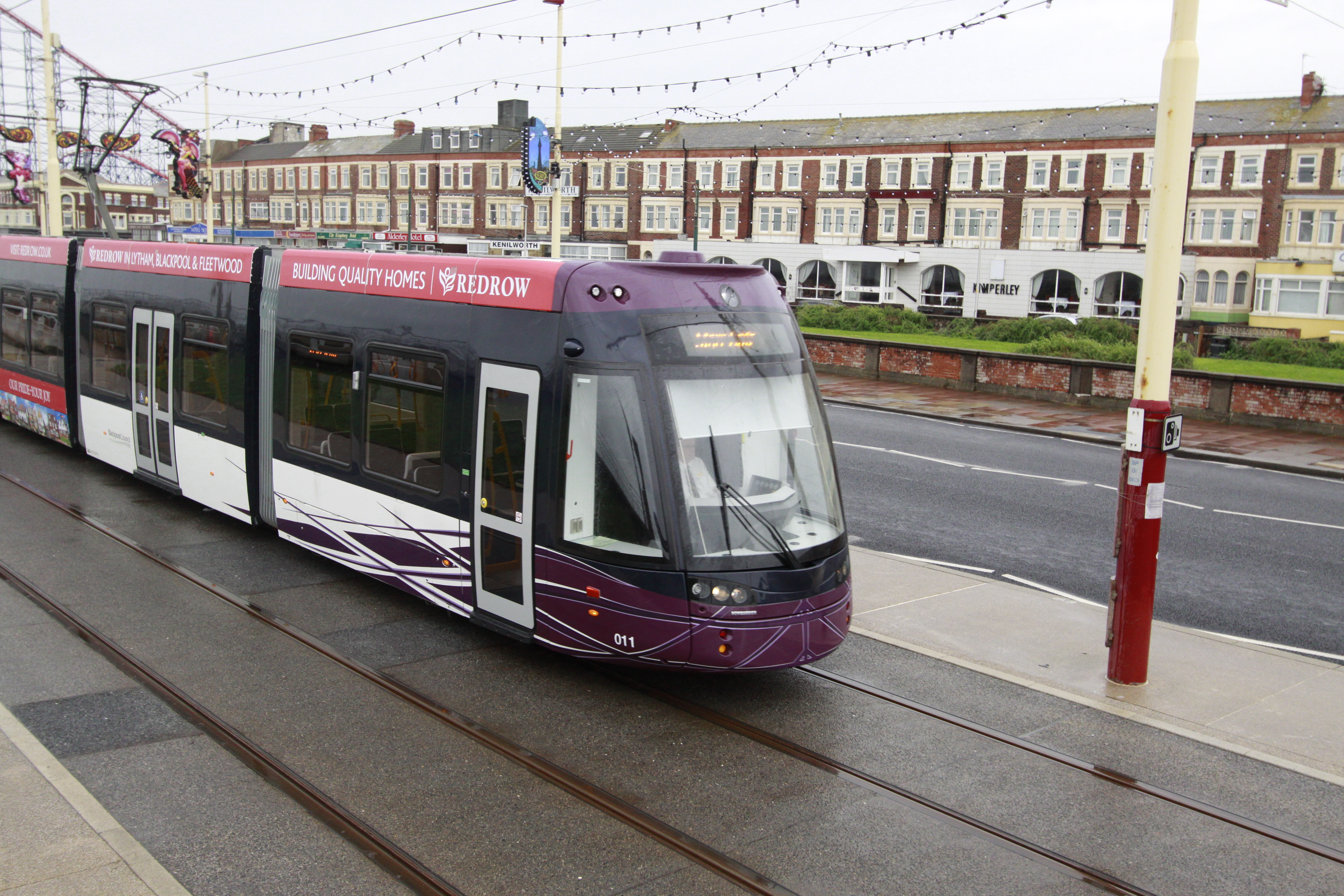
011 （2012年撮影）
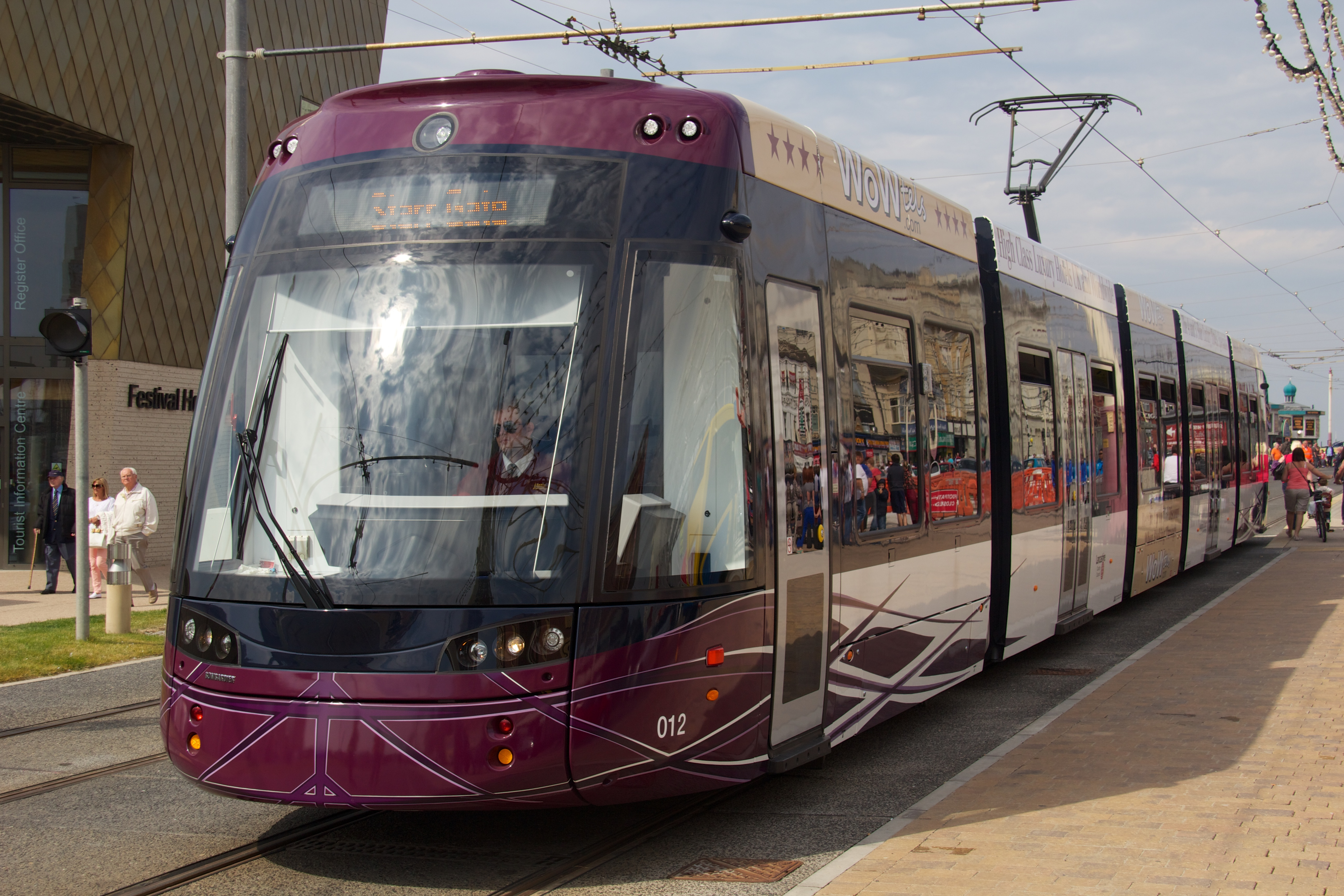
012 （2012年撮影）
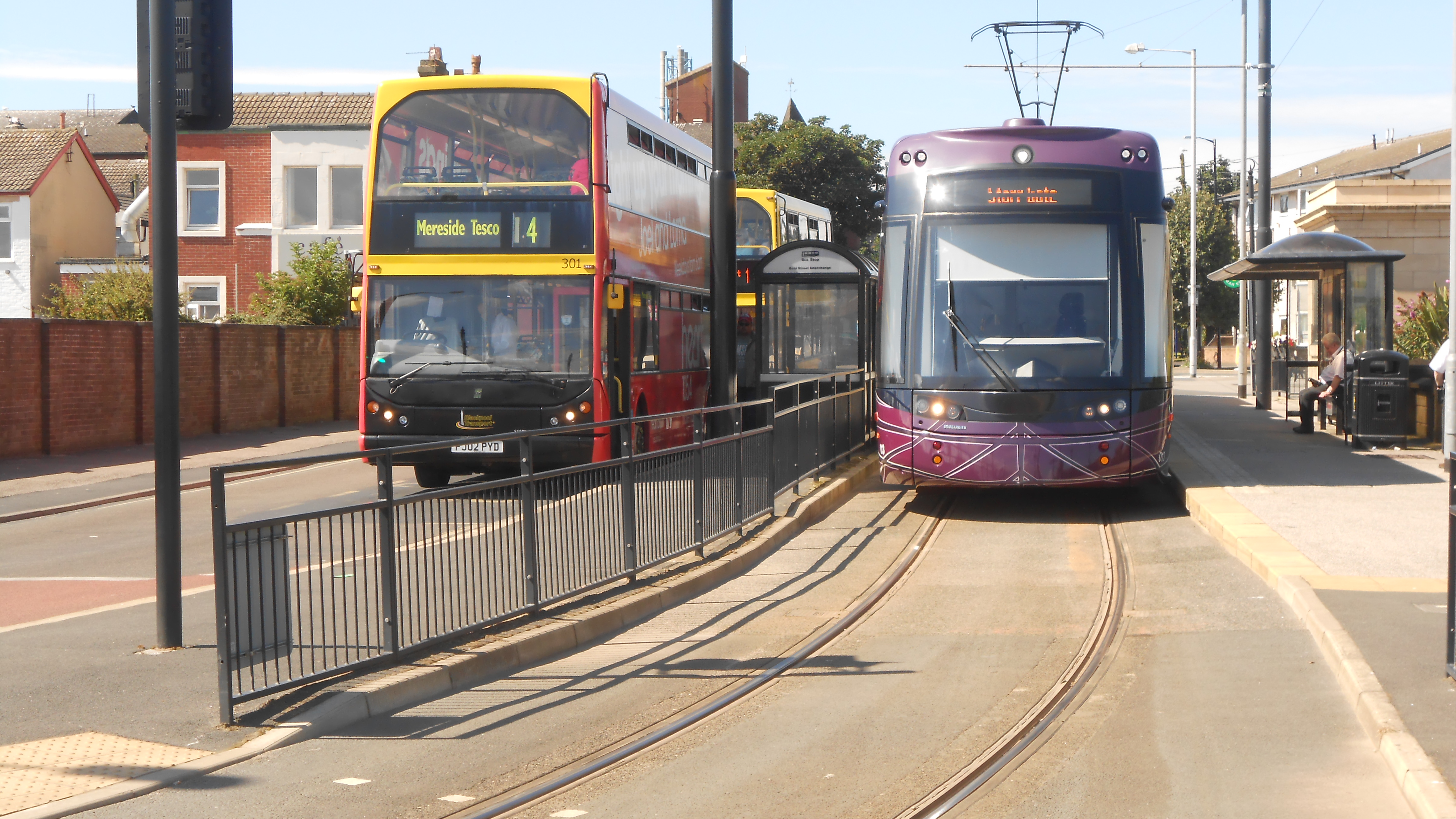
013（右） （2016年撮影）
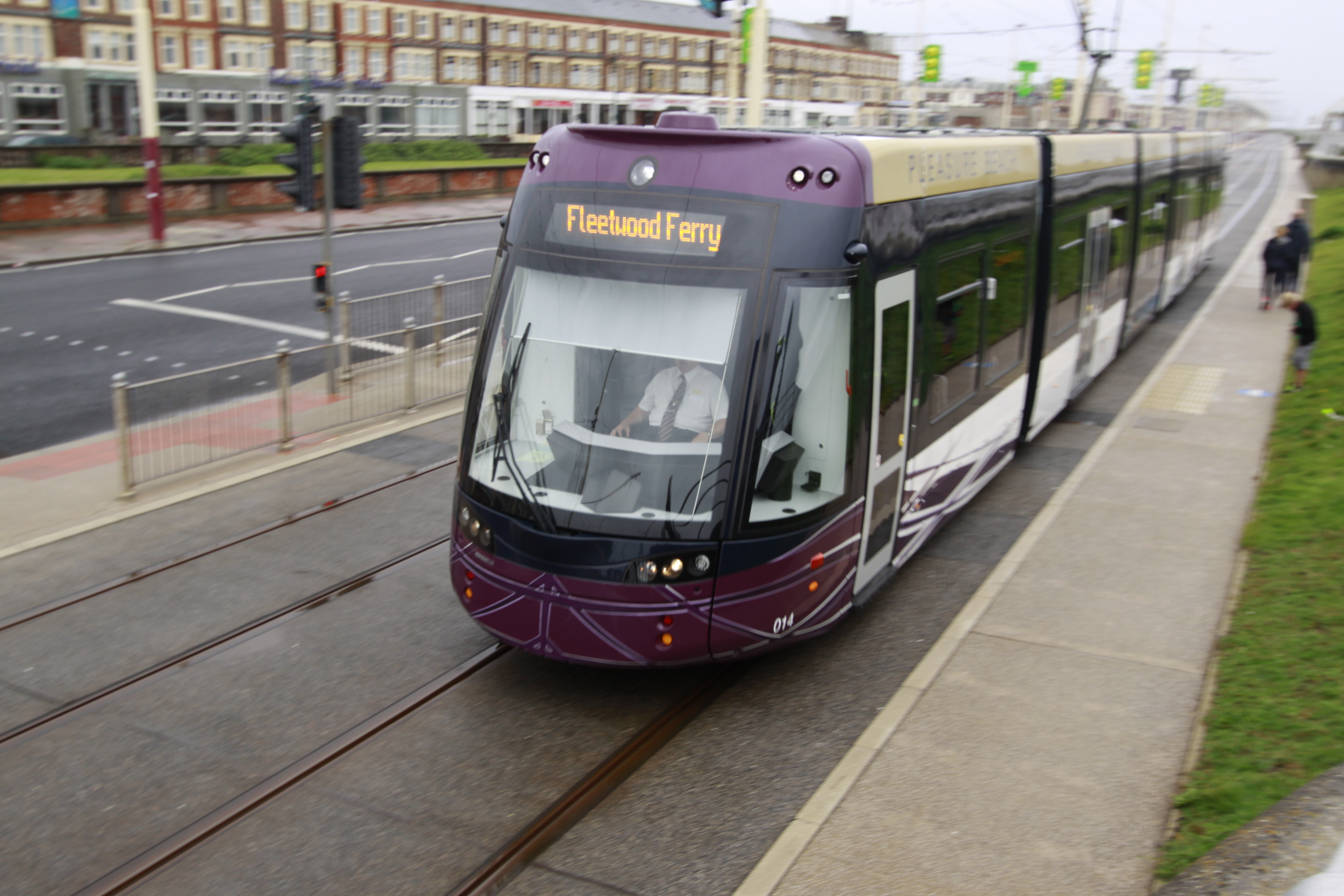
014 （2012年撮影）
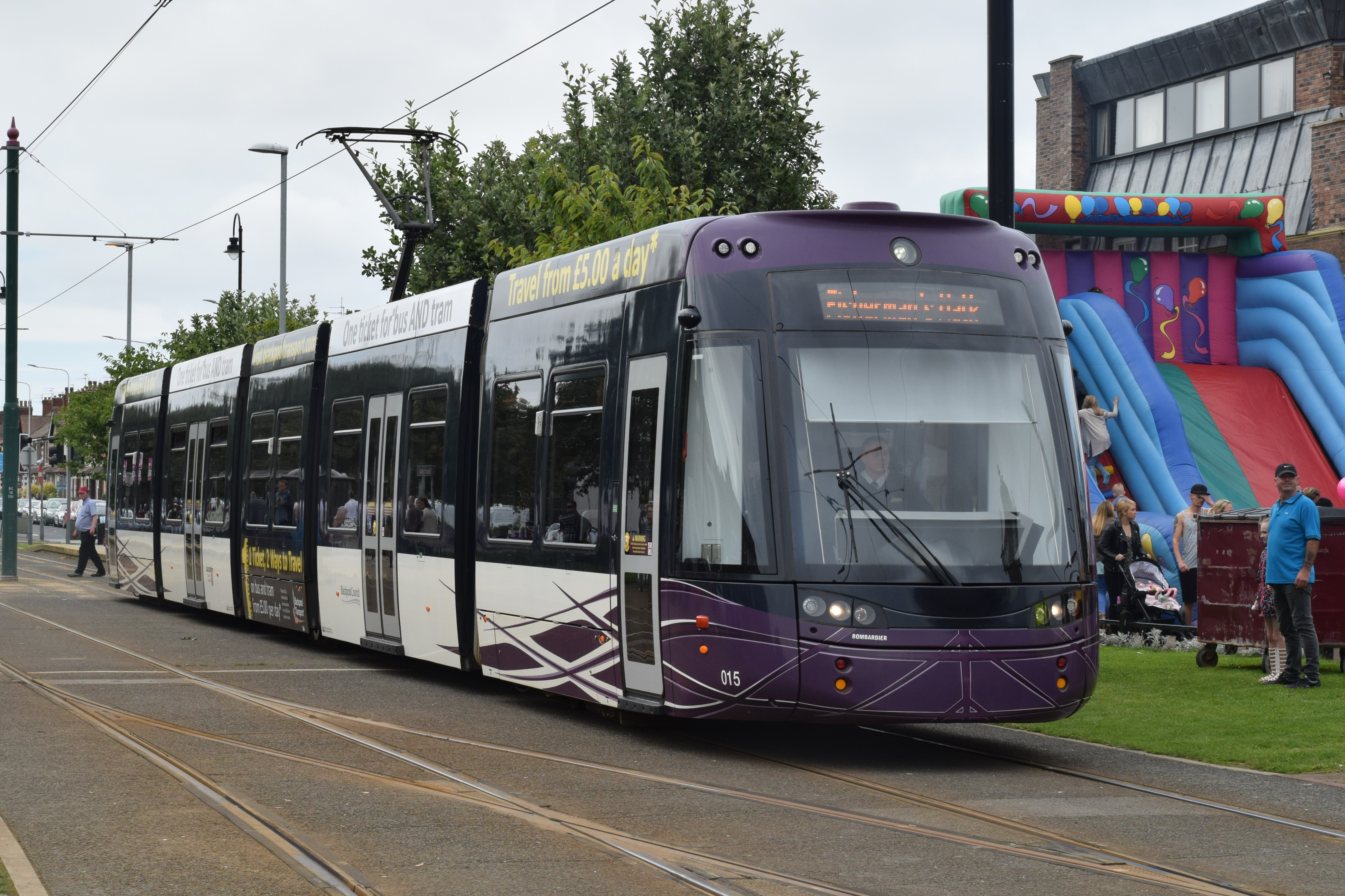
015 （2016年撮影）
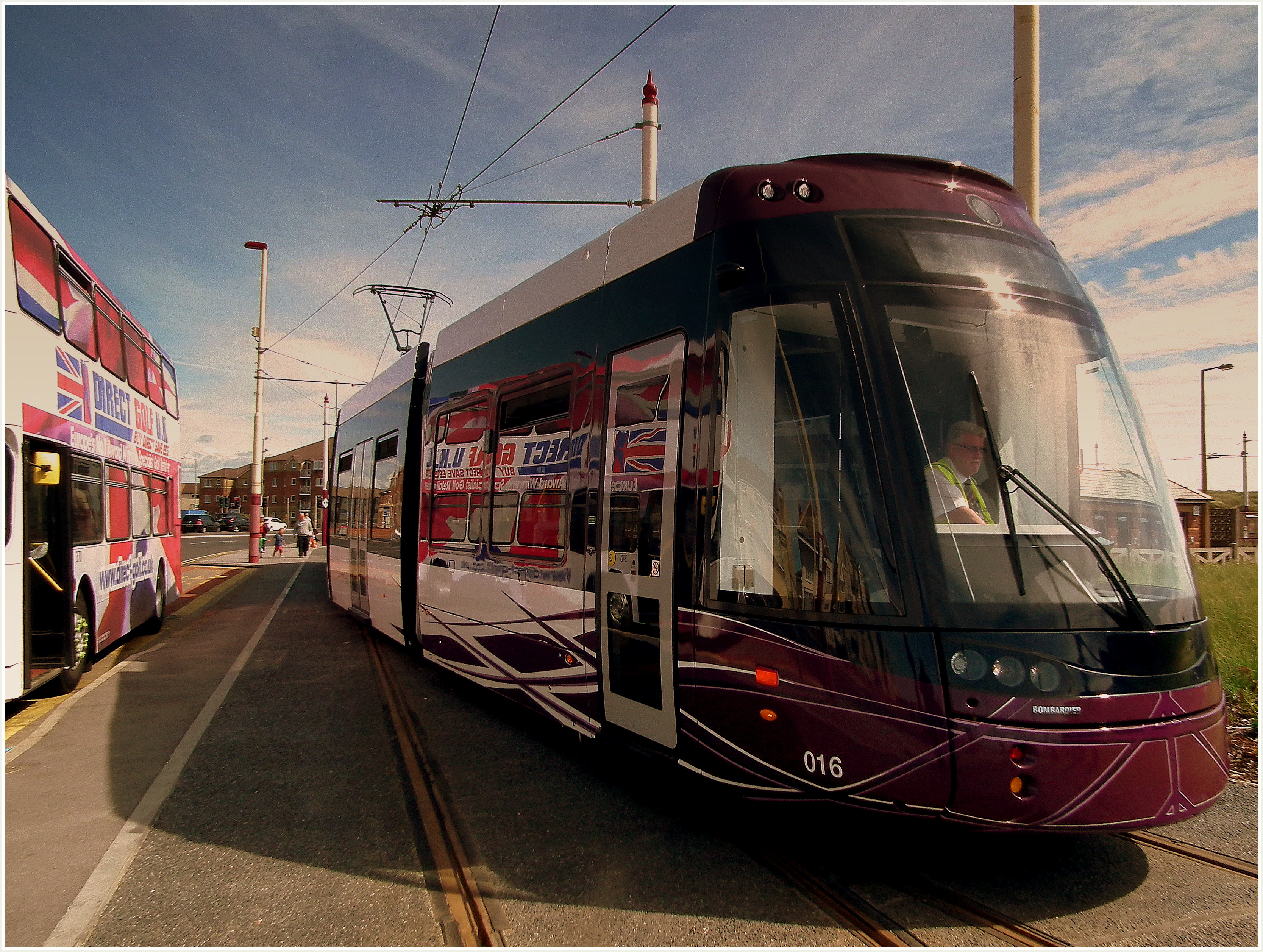
016 （2012年撮影）
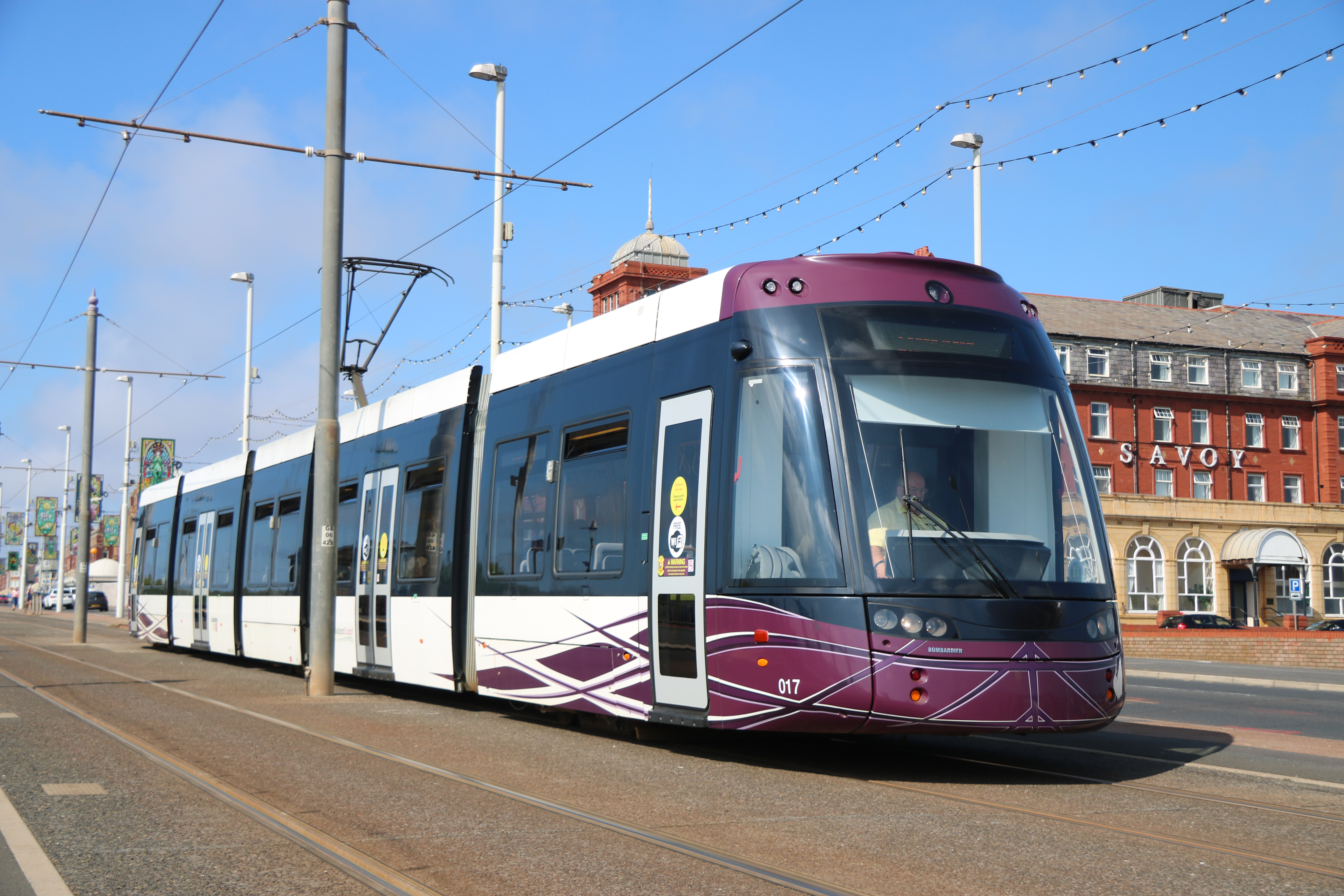
017 （2021年撮影）